# HMS H27
HMS H27 – brytyjski okręt podwodny typu H. Zbudowany w latach 1917–1918 w stoczni Vickers w Barrow-in-Furness, gdzie okręt został wodowany 25 września 1918 roku. Do służby w Royal Navy został przyjęty 2 stycznia 1919 roku.
HMS H27 należał do serii okrętów typu H ze zmienioną konstrukcją. Po internowaniu części okrętów budowanych na zlecenie w Stanach Zjednoczonych zapadła decyzja o przeniesieniu produkcji do Wielkiej Brytanii. Od początku 1917 roku do końca 1920 roku w stoczniach Vickers, Cammell Laird, Armstrong Whitworth, Beardmore oraz HM Dockyard wybudowano 23 okręty tej klasy.
30 sierpnia 1935 roku H27 został sprzedany firmie Cashmore z Newport.